# César Évora
César Évora (Havana, 4. studenoga 1959.) je kubanski televizijski i filmski glumac.

## Životopis
Studirao je geofizku kako bi se uključio u potragu za mineralima i naftom sve dok se nije prijavio na audiciju na kojoj je izabran između 500 prijavljenih. Karijeru je započeo u rodnoj Kubi, glumeći u više od deset filmova prije nego što se preselio u Meksiko. Godine 1999. je dobio meksičko državljanstvo. Postao je poznat ulogama u serijama "Corazón salvaje" i "Agujetas de color". 1995. dobio je svoju prvu glavnu ulogu u seriji "Si Dios Me Quita La Vida", a partnerica mu je bila Daniela Romo. Glavne uloge u serijama "Luz Clarita", "Gente bien" i posebno "El Privilegio de Amar donijele" su Cesaru donijele svjetsku slavu. Sa suprugom Vivian Dominguez ima troje djece: Rafael, Carla i Mariana.